# مینباشی
مینباشی (به ترکی آذربایجانی: Minbaşı) یک منطقه مسکونی در جمهوری آذربایجان است که در شهرستان صابرآباد واقع شده‌است. مینباشی ۶۲۶ نفر جمعیت دارد.